# ジャバル・ホージャ
ジャバル・ホージャ（ペルシア語: جعفر خواجه Jaʿfar Khwaja, 中国語: 札八児火者, ? - ?）とは、13世紀初頭にチンギス・カンに仕えた家臣の一人。『元史』などの漢文史料では札八児火者と記される。「ジャバル」とはアラビア語名「ジャファル」の転訛。

## 概要
ジャバル・ホージャは預言者ムハンマドの子孫たるサイイドの出で、身の丈優れた偉丈夫であったという。同時期にチンギス・カンに仕えた非モンゴル/ウイグル人には耶律楚材（遼の皇族）、チュンシャン（金朝の貴族）、李楨（西夏の皇族）らがおり、ジャバル・ホージャも彼等と同様に出自の良さと容貌が優れていることからチンギス・カンに取り立てられたものと見られる。
チンギス・カンがケレイト部のオン・カンとの戦いに敗れ、敗走してバルジュナ湖に至ったとき、ジャバル・ホージャもチンギス・カンの側に付き従っていた。この時、ジャバル・ホージャはチンギス・カンとともにバルジュナ湖の泥水を飲み、後世「バルジュナの功臣」と称えられる者達の一人に数えられた。
オン・カン率いるケレイト部を滅ぼし、ナイマン部をも平定したチンギス・カンは1206年、モンゴル帝国を建国した。チンギス・カンの次なる征服目標は南の大国の金朝であり、開戦に先立ってジャバル・ホージャは使者として金朝に派遣された。金朝朝廷では冷遇されたものの、ジャバル・ホージャはこの旅路で金朝が居庸関を北方からの侵攻を防ぐ要として頼みにし、城門の修復や精鋭の配備を行っていることを実見し、チンギス・カンに報告した。
この後、チンギス・カンは遂に金朝への侵攻を開始したが、やはり居庸関での攻防が緒戦の山場となった。そこでチンギス・カンがジャバル・ホージャに何か策はないかと尋ねると、ジャバル・ホージャは「ここより北方の林中に騎兵一人がようやく通れる程度の間道があり、そこから奇襲をかけるのが良いでしょう」と答えた。
そこでチンギス・カンはジャバル・ホージャに命じて軽騎兵からなる別働隊の道案内をさせ、別働隊は黎明に居庸関の南口に辿り着いた。この時金軍の大部分はまだ目を覚ましていなかったため、ジャバル・ホージャらの奇襲に対処できず、遂に居庸関は陥落した。後にチンギス・カンが陥落した中都（金朝の首都）にやってきた時、「朕がここまで至ることができたのは、ジャバル・ホージャの功績に拠る所が大きい」とジャバル・ホージャの功績を称賛したという。また、この時チンギス・カンはジャバル・ホージャに四方に向かって矢を引かせ、落ちた矢に囲まれた土地全てをジャバル・ホージャのものとしたという。
この後、チンギス・カンは金朝から引き上げて中央アジア・西アジアのホラズム・シャー朝との戦いに向かったが、ジャバル・ホージャはムカリ国王らとともに金朝への抑えとして東方に留まった。この頃、全真教の丘処機の名声を聞いたチンギス・カンはジャバル・ホージャに丘処機を招聘するよう命じ、ジャバル・ホージャと丘処機は知己の関係になった。ある時丘処機が「公（ジャバル・ホージャ）が欲しているのは自らが栄達を極めることか、それとも子孫が繁栄することか？」と問うた所、ジャバル・ホージャは「百年後まで富貴が続くであろうか。私は子孫が恙なく祖先の祭祀を受け継いでいけばそれで良い」と答えたという。
この後、『元史』によると118歳という長寿を全うしてジャバル・ホージャは亡くなった。死後に涼国公に追封され、武定と諡されている。